# 2077 Kiangsu
A 2077 Kiangsu (ideiglenes jelöléssel 1974 YA) egy marsközeli kisbolygó. Bíbor-hegyi Obszervatórium fedezte fel 1974. december 18-án.